# Everard Home

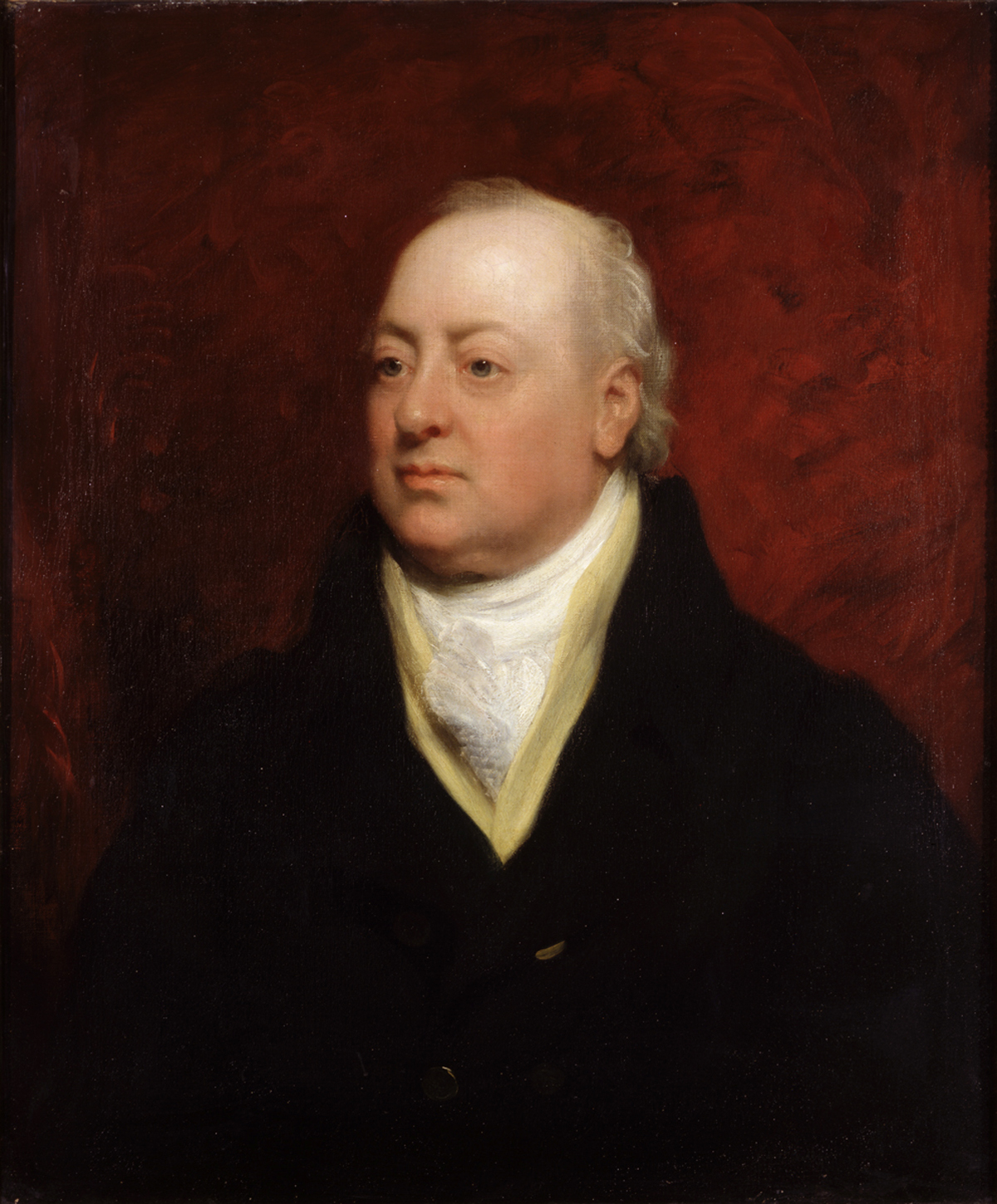
Sir Everard Home

Everard Home FRS (Kingston upon Hull, 6 mei 1756 - 31 augustus 1832 Londen) was een Britse chirurg en bioloog. 
Home studeerde bij zijn zwager John Hunter aan het St George's Hospital en begon zijn chirurgische loopbaan als assistent-arts in het ziekenhuis te Plymouth. Hij bekwaamde zich ondertussen in de anatomie. Later werkte hij als chirurg in Chelsea. Hij beschreef als eerste het fossiele organisme Ichthyosaurus en publiceerde daarnaast veel over dieranatomie en menselijke anatomie.
In 1787 werd hij toegelaten tot de Royal Society, de Britse academie van wetenschappen en in 1807 werd hem de Copley Medal toegekend, de belangrijkste wetenschapsprijs van dat genootschap.
- Bibsys: 3040981
- Bibliothèque nationale de France: cb123753500 (data)
- Gemeinsame Normdatei: 116975415
- International Standard Name Identifier: 0000 0000 8138 1204
- Library of Congress Control Number: n86850499
- Nationale Bibliotheek van Tsjechië: nlk20000089448
- Nationale bibliotheek van Australië: 35993707
- Nationale Bibliotheek van Israël: 987007262592505171
- Nederlandse Thesaurus van Auteursnamen: 301214611
- Réseau des bibliothèques de Suisse occidentale: 02-A003381311
- LIBRIS: 338134
- SNAC: w6fb693n
- Système universitaire de documentation: 032793146
- Trove: 1176957
- Virtual International Authority File: 59164081
- WorldCat: E39PCjFvDDYwGxrRdXHgmQtTd3